# Đại học Tổng hợp Mannheim
Đại học Tổng hợp Mannheim (Universität Mannheim) là một trong những đại học mới thành lập tại nước Đức (1967), nhưng có truyền thống từ Học viện Khoa học Kurpfalz (Kurpfälzische Akademie der Wissenschaften) vốn có cơ sở tại Lâu đài Mannheim, do Tuyển hầu Karl Theodor thành lập năm 1763. Với hơn 12.000 sinh viên (15% là sinh viên nước ngoài), Đại học Tổng hợp Mannheim nổi tiếng về đào tạo các chuyên ngành kinh tế nên được coi như là Harvard của Đức.